# Melanie Wilson (Ruderin)
Melanie Kate Wilson (* 25. Juni 1984 in Southampton) ist eine britische Ruderin.

## Sportliche Karriere
Aufgewachsen in Hongkong kehrte Melanie Wilson zum Biochemie-Studium nach England zurück und besuchte die University of Nottingham. 2009 wechselte sie zum Medizin-Studium ans Imperial College London. 
Ebenfalls 2009 ruderte Melanie Wilson erstmals in der britischen Nationalmannschaft. Bei den Weltmeisterschaften 2009 belegte sie mit dem britischen Achter den fünften Platz. Ab 2010 trat Wilson mit Skullbooten an, bei den Weltmeisterschaften 2011 erreichte sie den siebten Platz im Doppelvierer. Bei den Olympischen Spielen 2012 ruderte sie mit dem britischen Doppelvierer auf den sechsten Platz. 
2013 wechselte sie zurück zum Riemenrudern und belegte mit dem britischen Achter den vierten Platz bei den Weltmeisterschaften. Nach einem Studienjahr kehrte Wilson 2015 zurück ins Ruderteam und belegte mit dem Doppelvierer den vierten Platz bei den Europameisterschaften. Bei den Weltmeisterschaften erreichte der britische Doppelvierer den achten Platz. 2016 kehrte sie in den Achter zurück und gewann zum Saisonauftakt den Titel bei den Europameisterschaften in Brandenburg an der Havel vor den Niederländerinnen. Bei den Olympischen Spielen 2016 siegte der US-Achter vor den britischen Europameisterinnen. 